# 佩波利坎波格兰德宫
佩波利坎波格兰德宫（Palazzo Pepoli Campogrande）又名新佩波利坎波格兰德宫（Palazzo Pepoli Nuovo），是一座巴洛克风格的宫殿，位于意大利艾米利亚-罗马涅大区博洛尼亚市中心的卡斯蒂廖内街（Via Castiglione）7号。2015年，它成为晚期巴洛克艺术的公共艺术画廊。街对面的中世纪建筑老佩波利宫（Palazzo Pepoli Vecchio）曾经也属于同一个佩波利家族，现在是博洛尼亚的历史博物馆。

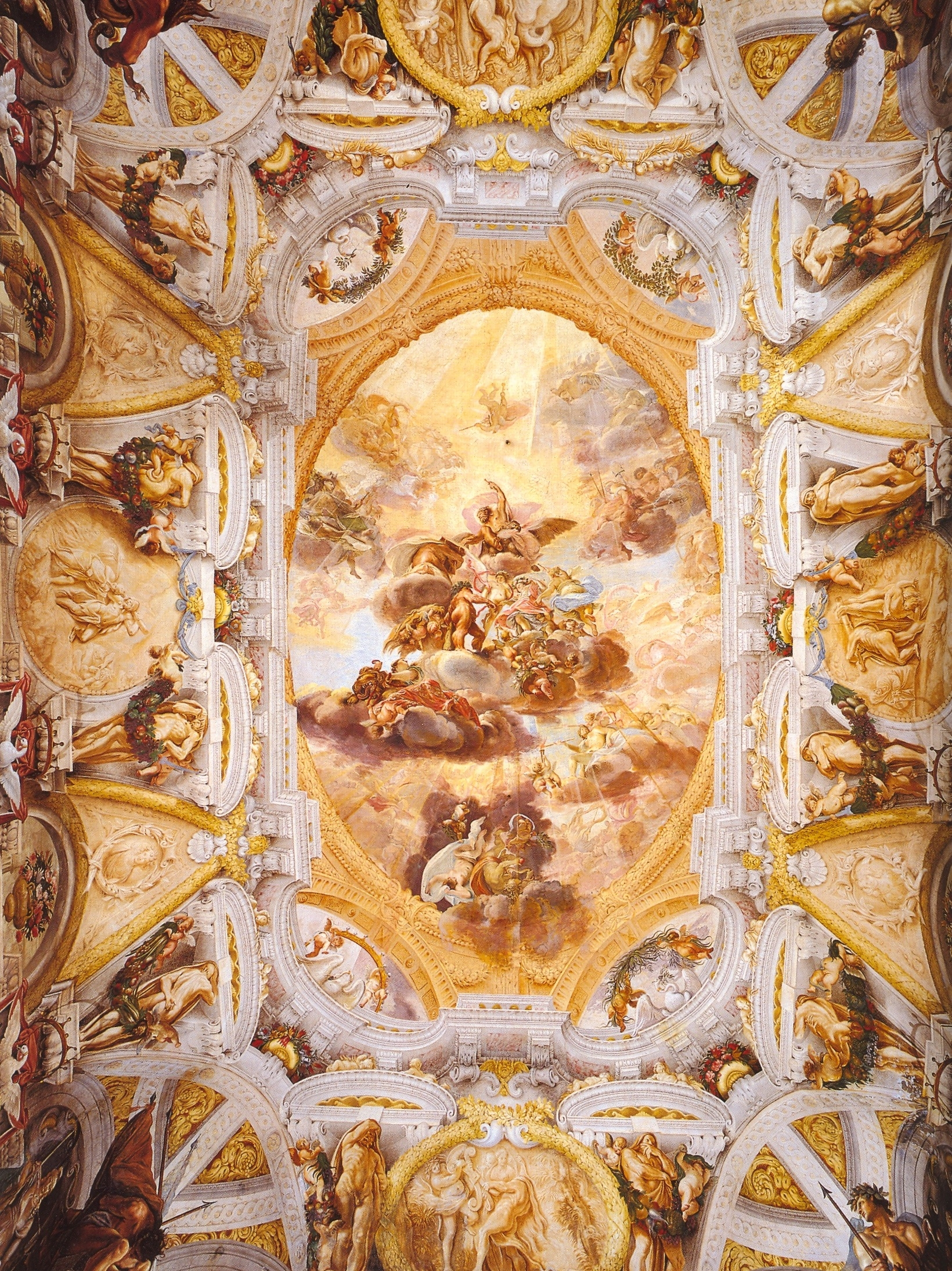
赫拉克勒斯，卡努蒂的天花板壁画

## 历史
17世纪中叶，佩波利家族的奥多阿尔多·佩波利伯爵委托建造了这座宫殿，由弗朗切斯科·阿尔贝托尼和朱塞佩·安东尼奥·托里设计。在20世纪，新主人埃德维格·坎波格兰德将其捐给城市，用于建立一个博物馆。
入口处有壮观的楼梯，通向贵族楼层（piano nobile）那些带壁画的房间。楼梯的天花板有两个椭圆形灰泥框（1665年），由多梅尼科·玛丽亚·卡努蒂绘制，描绘《提名塔迪奥佩波利为博洛尼亚参议员》以及《教宗任命塔迪奥为宗座代牧》。
天花板装饰以下湿壁画：
- 荣誉厅（Salone d'onore）：卡努蒂的《赫拉克勒斯在奥林匹斯山上》
- 费尔西纳厅（Sala di Felsina）：《费尔西纳的寓言》（1680）朱塞佩和安东尼奥罗利绘。
- 四季厅（Sala delle Stagione）：朱塞佩·玛丽亚·克雷斯皮绘制的《四季与赫拉克勒斯》

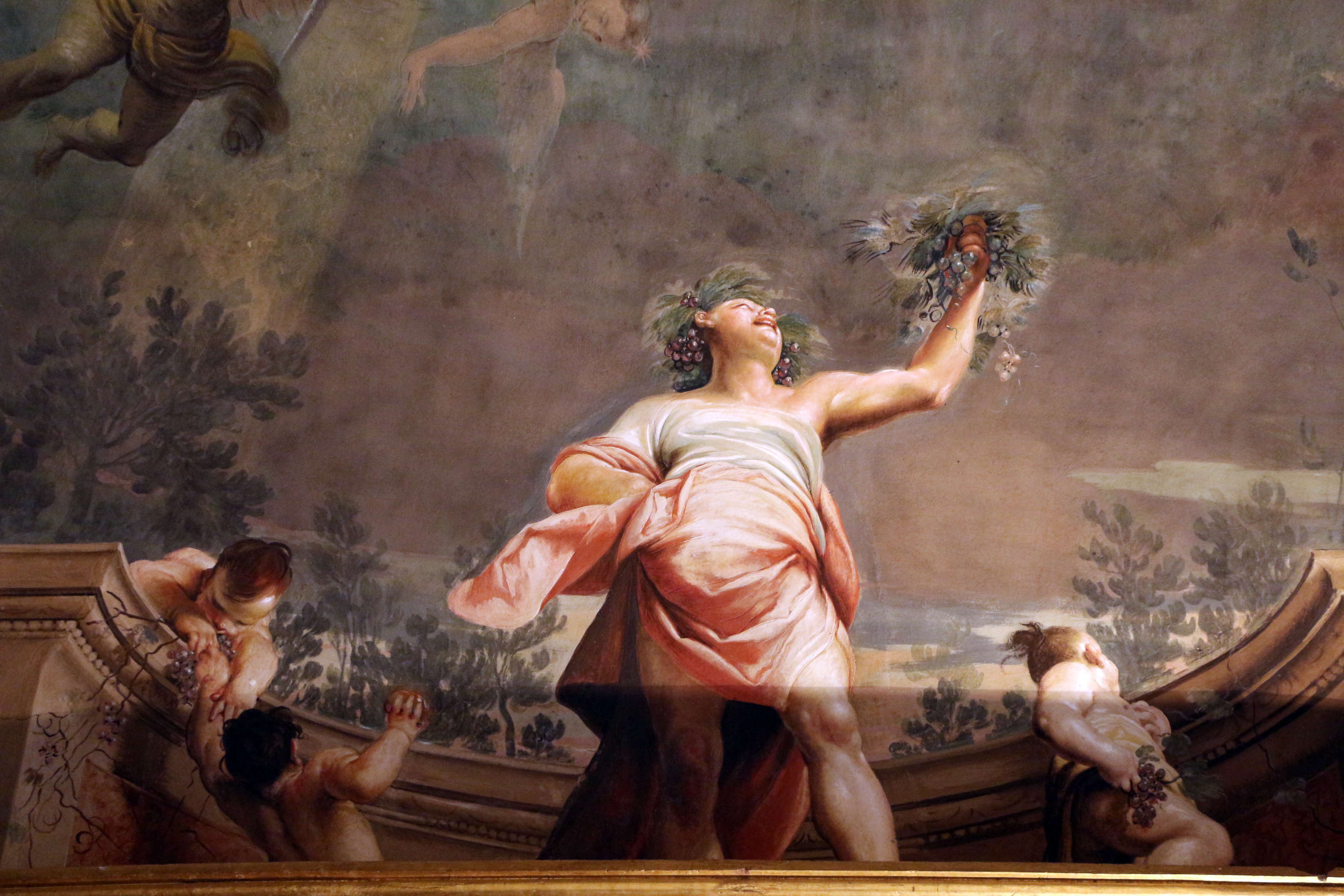
春
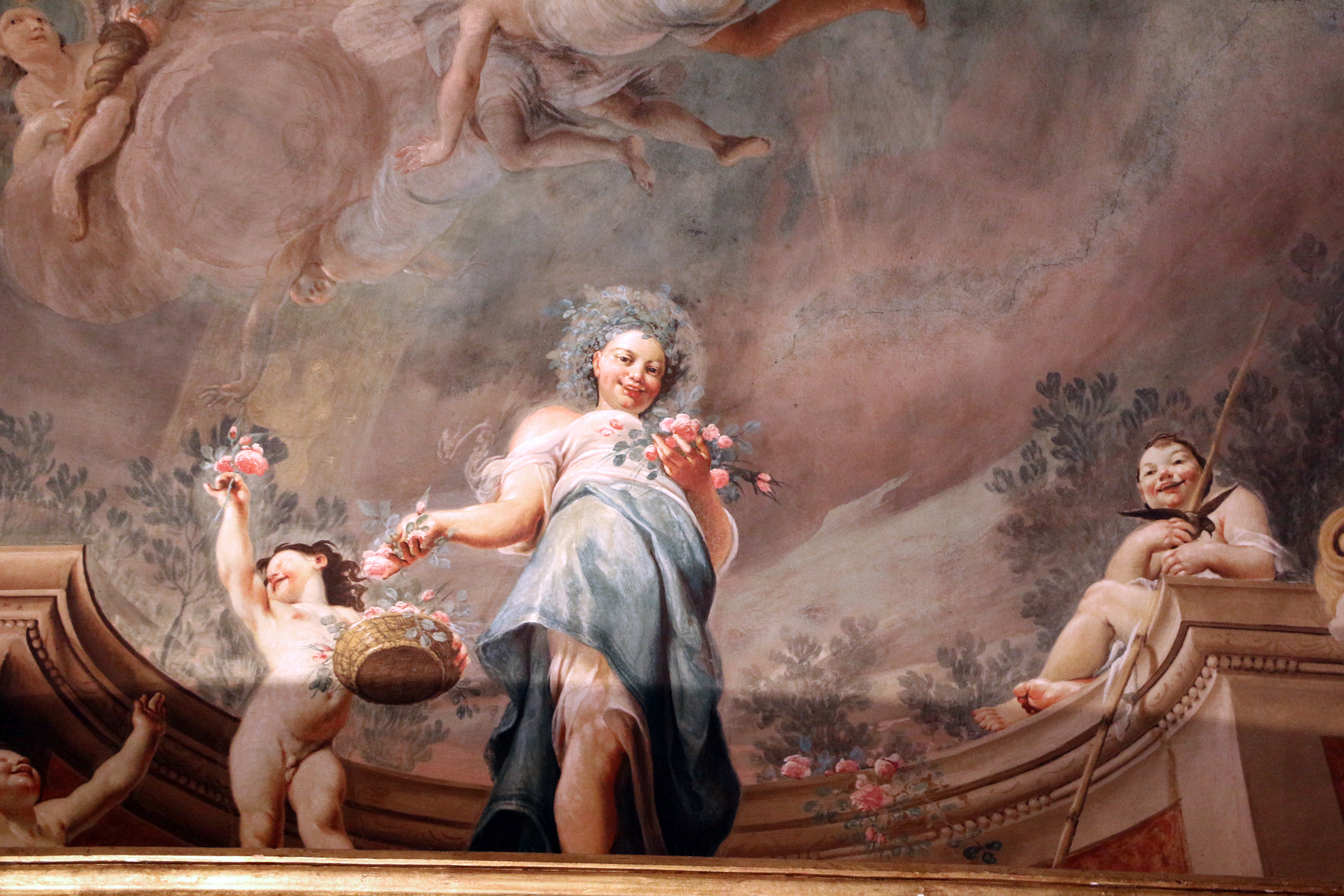
夏
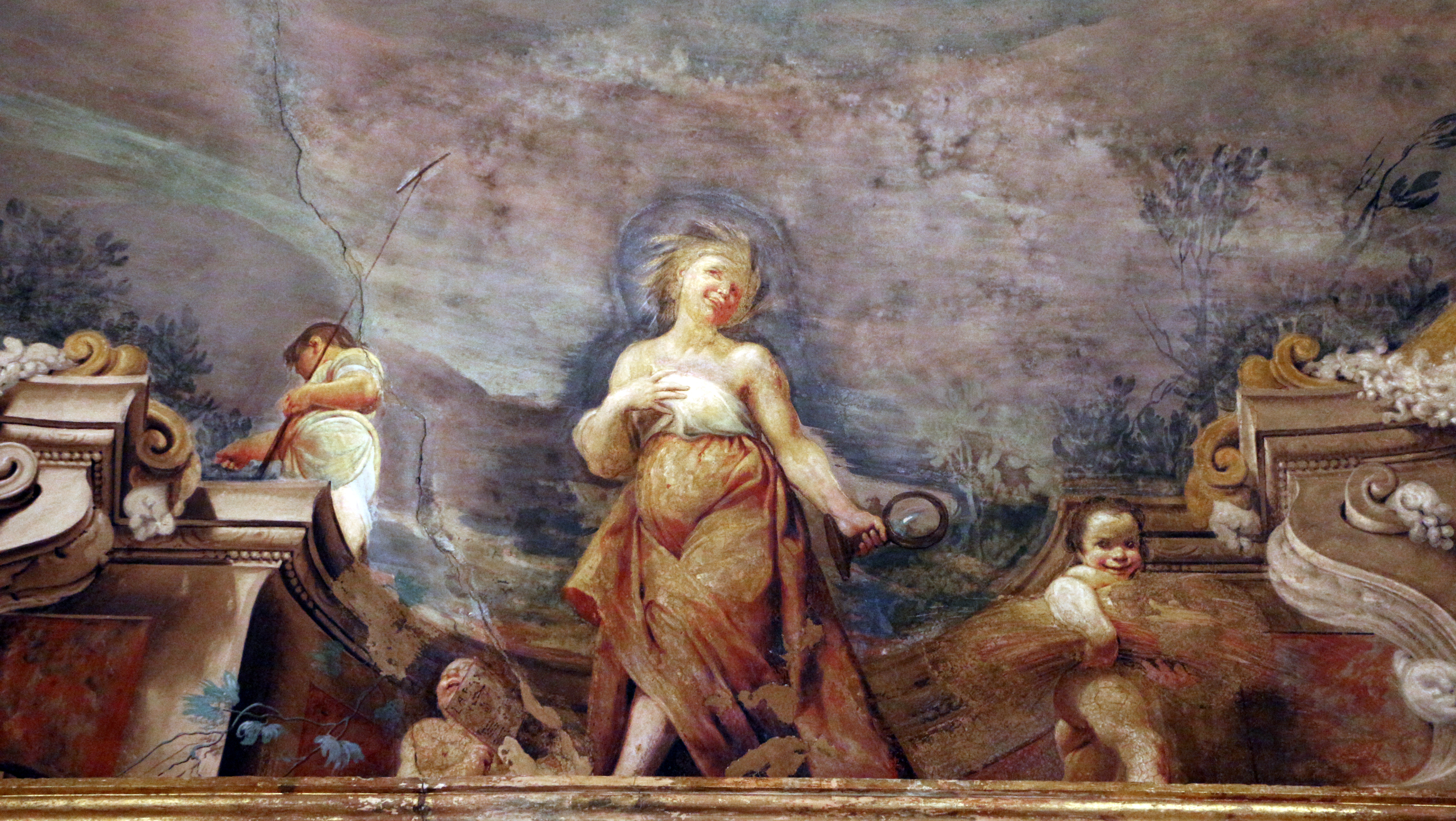
秋
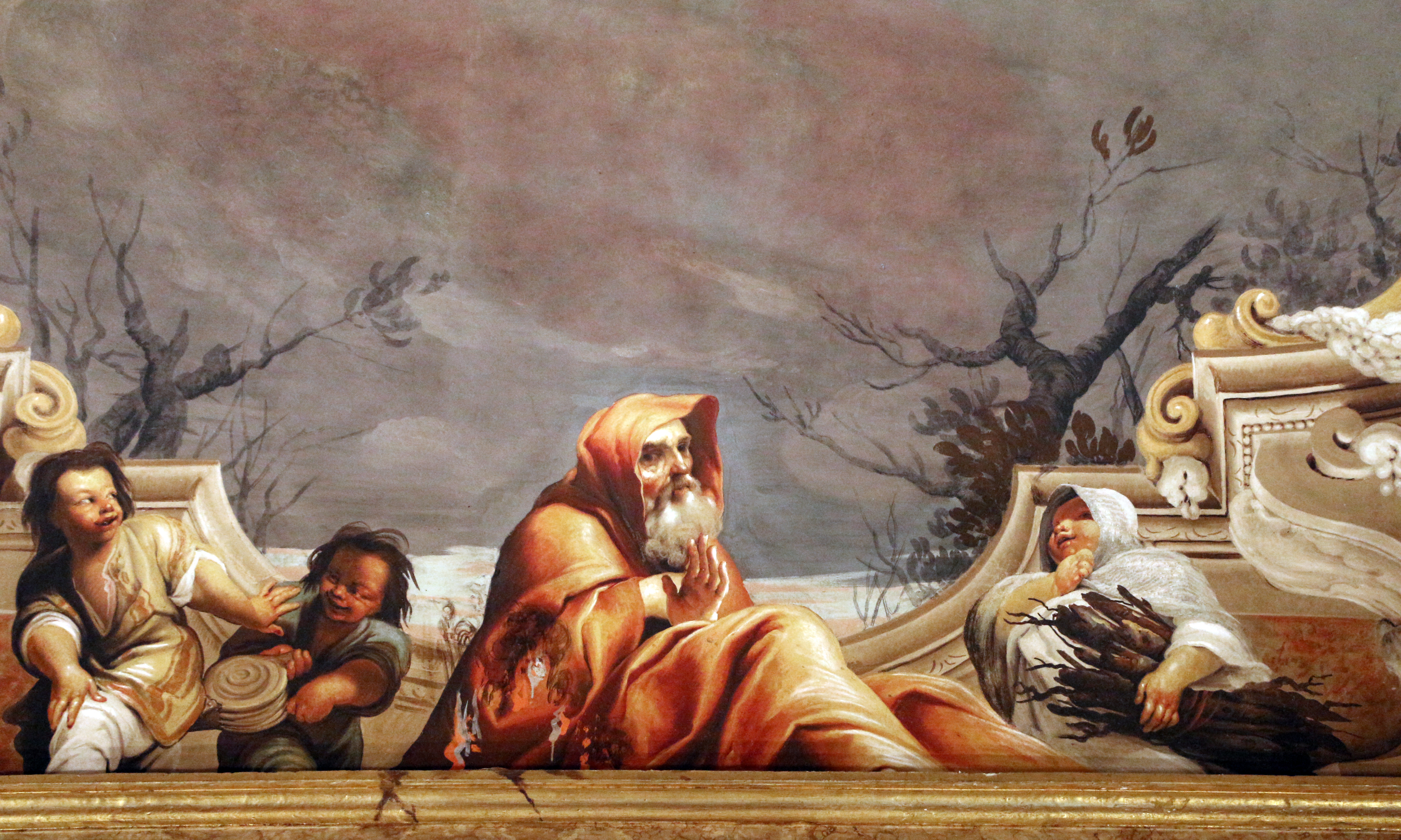
冬

- 奥利匹斯厅（Sala dell'Olimpo）装饰着克雷斯皮的《奥林匹斯诸神》。
- 亚历山大厅（Sala di Alessandro）：多纳托·克雷蒂的《亚历山大切断戈耳狄俄斯之结》

这些房间的墙壁显示一些绘画作品，其核心来自赞比卡里家族的油画;这些收藏曾经位于赞比卡里宫（Palazzo Zambeccari）。1788年，这些画作被贾科莫·赞比卡里侯爵捐给公共博物馆，1884年成为国立博洛尼亚画廊的一部分。随着时间的推移，收藏中又增加了一些其他重要的巴洛克作品。在收藏中的画家包括克雷斯皮、卢多维科·卡拉奇、盖尔奇诺、马尔坎托尼奥·弗朗切西尼、多纳托·克雷蒂、提香、乔瓦尼·巴蒂斯塔·兰盖蒂、贝尔纳多·斯特罗齐、乔瓦尼·巴蒂斯塔·皮亚泽塔和帕尔马·伊尔·乔瓦内。收藏中还包括一些佛兰芒和拜占庭作品。